# Narodni list (Split)
Narodni list hrvatski je tjednik koji je izlazio od 1. studenoga 1939. do potkraj veljače 1941. u Splitu.
Uređivao ih je Grga Budislav Angjelinović koji je raspadom Jugoslavije pobjegao u inozemstvo i priključio se četničkim političkim krugovima.